# 西蒙娜·達爾代納
西蒙娜·罗莎莉·泰蕾兹·奥迪勒·达尔代纳（法語：Simonne Rosalie Thérèse Odile d'Ardenne，1899年—1986年）是比利時語言學家，中古英語專家。為J·R·R·托爾金的學生。
1930年代，达尔代纳進入牛津大學就讀，在J·R·R·托爾金的指導之下完成論文《An Edition of Þe Liflade ant te Passiun of Seinte Iuliene》。1938年，她成為列日大學比較語法學教授。